# Pico del Remedio
El Pico del Remedio, nombre por el que es conocido popularmente, o Cerro del Trullo, como es designado originalmente en la cartografía del Instituto Geográfico Nacional, es una montaña perteneciente al municipio de Utiel, en la provincia de Valencia. Forma parte de la Sierra Negrete, de la cual es su cumbre más alta.

## Geografía
El pico es la máxima elevación de la Sierra Negrete, en el mismo término municipal, erigiéndose a 1307 metros sobre el nivel del mar, siendo también la máxima elevación del municipio de Utiel y de la comarca de la Plana de Utiel-Requena. 
Existen varias maneras de ascenderlo, la más común para el senderismo es una senda que parte de la Ermita del Remedio, a la que se accede desde Utiel a través de las carreteras CV-390 y CV-391. La propia CV-391, en su paso por el Puerto del Negrete, junto con un camino de servicio que parte de la cima del puerto, permite el acceso a la misma cima de la montaña en coche. 

## Etimología
De manera original, y así figura en el Mapa Topográfico Nacional, el nombre de la montaña es el de Cerro del Trullo. Esta denominación hace referencia a la extensa tradición vinícola de la comarca de la Plana de Utiel-Requena.
Sin embargo la montaña es más conocida popularmente como Pico del Remedio debido a la presencia de la Ermita del Remedio en su base. La Ermita del Remedio alberga a la Virgen del Remedio, la patrona de Utiel, y da nombre también a la aldea que se forma a su alrededor, El Remedio.

## Geología
Como toda la Sierra del Negrete, el pico se alza sobre una base rocosa perteneciente a la era jurásica, que, debido a la erosión del agua y el viento principalmente sobre las calizas y las dolomías que lo componen, ha hecho de la Sierra del Negrete y del Pico del Remedio una zona de relieve kárstico, destacando por su notable escarpe y por la prominencia de sus montañas, de hasta 600 metros en este caso.

## Hidrografía
El Pico del Remedio se sitúa por encima de la vega del Magro, y de él surgen una serie de arroyos, como el arroyo de Estenas, que pasa por la localidad homónima, (Estenas). También del mismo pico surge un arroyo, llamado el arroyo del Remedio, que recibe su nombre de las aguas que surgen en dicho monte. Estos riachuelos o arroyos no son de gran importancia y solo bajan con agua en períodos lluviosos y también en deshielo, por la gran altitud a la que se encuentran.

## Monumentos
Antes de llegar a la cima y coronar, encontramos un monumento de especial interés, sobre todo religioso:
- Santuario de Nuestra Señora del Remedio: a 1090 metros de altitud podemos encontrar la ermita del Remedio, que da nombre al pico. Originalmente una humilde ermita de reducidas dimensiones, y desde aproximadamente el siglo XVIII, una ermita de mayor dimensión y que ha sufrido alguna ampliación, convirtiéndose en un santuario.

## Infraestructuras
En la cima del pico, encontramos unas antenas de transmisión y telefonía, visibles desde cualquier punto del monte y cuya función es abastecer de cobertura y señal radiofónica a los habitantes de los alrededores.
También se sitúa en la cima el PPIF del Negrete (Pico de Prevención de Incendios Forestales) gestionado por la Generalidad Valenciana, que sirve como punto de vigilancia de incendios forestales. Ambas infraestructuras remarcan el carácter de atalaya de la montaña, ya que debido a la orografía eminentemente llana de la Plana de Utiel-Requena, desde su cima se disfruta de una vista casi completa de la comarca.
La presencia de estas infraestructuras explica también que se pueda llegar hasta la misma cima en coche.